# Ка Бузото (Модена)
Ка Бузото (итал. Ca' Busotto) је насеље у Италији у округу Модена, региону Емилија-Ромања.
Према процени из 2011. у насељу је живело 8 становника. Насеље се налази на надморској висини од 629 м.